# Маріямпіль (Червенський район)
Маріямпіль (біл. вёска Мяр'емпаль) — село в складі Червенського району Мінської області, Білорусь. Село підпорядковане Лядівській сільській раді, розташоване в центральній частині області.